# フリー・ゾーン 〜明日が見える場所〜
『フリー・ゾーン 〜明日が見える場所〜』（Free Zone）は、2005年のイスラエル映画。日本では劇場未公開（2008年1月にDVDが発売）。
第6回東京フィルメックス出品作品。ハンナ・ラズロが第58回カンヌ国際映画祭女優賞受賞。

## あらすじ
ユダヤ系アメリカ人のレベッカはエルサレムに数ヶ月住んでいたが、イスラエル人の恋人と婚約を破棄し、ユダヤ人女性のハンナのタクシーに乗り込む。ハンナは用があると言ってレベッカを降ろそうとするが彼女は降りず、やむなく共にヨルダンに向かうことになる。ハンナはパレスチナ軍のロケットで負傷した夫の代わりに、ヨルダン、イラク、サウジアラビアの国境にあるフリーゾーンへ、貸した金を返してもらいに行く用があった。
フリーゾーンに到着すると彼女たちは、ハンナの夫が取引の交渉を行なっていたパレスチナ人女性のレイラに出会う。しかしレイラはハンナに金はここにはないから返せないと断る。金は店主のアメリカ人の息子ワリッドが持って行ってしまったのだという。ハンナは彼女に彼の家に案内するように迫り、お金をめぐる3人の旅が始まることとなった。
しかし彼の家に到着すると、キャンプの人たちによって家が放火されていた。父を憎むワリッドのせいであると語るレイラ。ハンナはその暴力的な光景を見て過去を思い出し、レベッカに皆生きるのに必死なのだと語る。レベッカはレイラの夫の話を聞く。彼は昔パレスチナ人として農園を営んでいたが、イスラエル軍が攻めて来て農園を壊してしまった。役人に仕事と金を手にアメリカに渡るよう提案されたが、それはただキャンプから追い出すための嘘であり、彼はアメリカへ渡った後、ヨルダンの故郷に帰り再び農園を始めたのだという。
レイラはワリッドから金を取り返すために協力して欲しいとハンナに頼み、3人で国境へ向かうが、国境で二人は再び金をめぐり口論を始める。それに苛立ったレベッカは一人国境を超えようと走りだす。

## キャスト
- ナタリー・ポートマン：レベッカ
- ハンナ・ラズロ：ハンナ
- ヒアム・アッバス：レイラ
- カルメン・マウラ
- マクラム・フーリー

## 論争
2005年2月23日、エルサレムの嘆きの壁の近くでナタリー・ポートマンと共演のアキ・アヴニのキスシーンを撮影したため、ユダヤ教徒から非難を浴び、映画製作クルーたちはその場所から去るようにと警察から告げられた。このシーンは最終的にはカットされた。

## 参照
1. ↑  “israelnationalnews.com”. Actors In Kissing Scene Chased From Western Wall. 2006年12月10日閲覧。